# Raymond Ramazani Baya
Raymond Ramazani Baya (ur. 17 lipca 1943 w Beni, zm. 1 stycznia 2019 w Paryżu) – kongijski polityk, dyplomata, ambasador we Francji w latach 1990–1996 i minister spraw zagranicznych i współpracy międzynarodowej w okresie 2004–2007.

## Życiorys
Urodził się 17 lipca 1943 w Beni. Studiował dziennikarstwo w Paryżu i nauki polityczne w Brukseli i Antwerpii. Przez wiele lat był członkiem Ludowego Ruchu Rewolucyjnego kierowanego przez Mobutu Sese Seko. Pełnił wówczas funkcje ministra informacji w 1987 i ambasadora we Francji w latach 1990–1996. Po upadku Mobutu w 1997 stanął w opozycji do rządów Laurenta-Désiré Kabila. Wstąpił do Ruchu Wyzwolenia Konga, grupy rebeliantów z siedzibą w Gbadolite, kierowanej przez Jean-Pierre’a Bembę. w 2003 grupa weszła w skład rządu tymczasowego. W okresie od 22 lipca 2004 do 6 lutego 2007 pełnił stanowisko ministra spraw zagranicznych i współpracy międzynarodowej.
Zmarł 1 stycznia 2019 w Paryżu, gdzie mieszkał.